# Urodus modesta
Urodus modesta is een vlinder uit de familie van de Urodidae. De wetenschappelijke naam van de soort is voor het eerst geldig gepubliceerd in 1884 door Druce.